# Juliusz Kowalski
Juliusz Kowalski (ur. 2 maja 1937 r., w Krzemieńcu na Wołyniu, zm. 13 listopada 2007 r., w Poznaniu) – polski działacz kulturalny, kurator i aranżer wielu wystaw artystycznych i wydarzeń kulturalnych, szef poznańskiej Galerii U Jezuitów. Wiceprezes Zarządu Głównego Związku Polskich Artystów Plastyków oraz dyrektor poznańskiego okręgu ZPAP. Był przewodniczącym Rady Plastyki przy Ministerstwie Kultury i Sztuki.
Absolwent Państwowej Wyższej Szkoły Sztuk Plastycznych w Poznaniu. Animator i współtwórca, ruchu kultury niezależnej lat 80. XX w., kurator między innymi takich wystaw jak Czas smutku, czas nadziei, Nadzieja jest w was, Polska Pieta, czy wystawa rysunków Andrzeja Wajdy pt. Notes '85. Członek rady artystycznej Galerii U Jezuitów w Poznaniu, a także od 1997 r., do momentu śmierci jej dyrektor.
Za swoją działalność wyróżniony nagrodą Fundacji POL-KUL, oraz uhonorowany Złotą Odznaką ZPAP.